# 吉川克弥
吉川 克弥（よしかわ かつや、1967年8月31日 - ）は、日本の実業家。株式会社とこわか、および株式会社Renewy（旧：株式会社不動産ビジネス・コンサルタンツ）の代表取締役・創業者。

## 経歴
早稲田大学法学部を卒業。キャリアのスタートは不動産業界。野村不動産（株）にて、不動産証券化業務に従事。
- 2004年- 株式会社不動産ビジネス・コンサルタンツ（現：株式会社Renewy）[1]を設立。国内初となる不動産証券化アレンジ業務を展開。
- 2010年-国内初となる売主側専属エージェント制度に則った不動産マーケティング／仲介会社（不動産仲介透明化フォーラム社）を設立。サービス名「売却のミカタ」を全国にFC展開[2]。
- 2014年-同社をソニー株式会社にM&Aにて譲渡。
- 2015年-国内初となる完全在宅／リモート勤務型の食品製造販売会社（フラット・クラフト社[3]）を設立。MCTオイル、ギーオイル、バターコーヒー等の健康オイル事業を展開。
- 2021年-同社を新日本製薬株式会社にM&Aにて譲渡[4][5]。

- 2021年-株式会社とこわか設立、国内初となる「食塩不使用の野菜スープ」を事業スタート。がん・糖尿病・心疾患等の病気により減塩食を志す人々に製品を提供開始[6]。
- 2023年-株式会社とこわかにて、「塩分ファスティング」の企画・拡大をスタート。塩分ファスティングとは、数日間、塩分を含まない食品のみを摂取する食事を続けるというもの。むくみ改善、血圧低下、ダイエット効果も期待できる。食塩と体内水分の関係に着目したプログラム。通常のファスティングのように空腹感を感じることもなく、体重減やむくみ・高血圧への効果もあることから美容および健康両面からの利用がされている。

## 取材歴
- 覚悟の瞬間（2023）
- 『【不動産人】第21回 吉川克弥さん（連続起業家）』（風戸 裕樹の「ホンネで不動産」 by プロパティアクセス、2023）
- "A Serial Innovator Syncs With Greater Forces to Improve Japanese Health" Wall Street Journal (英文, 2023)